# Harry Potter et le Prisonnier d'Azkaban (jeu vidéo)
Harry Potter et le Prisonnier d'Azkaban est un jeu vidéo d'action-aventure publié par Electronic Arts inspiré du roman Harry Potter et le Prisonnier d'Azkaban de J.K. Rowling, et du film homonyme. Il est publié en 2004 sur PC ainsi que sur consoles PlayStation 2, Xbox, GameCube et Game Boy Advance.
Sur PC, le jeu a été développé avec l'Unreal Engine. Sur consoles de salon, il l'a été avec RenderWare.

## Scénario

### Résumé
Le joueur incarne alternativement Harry Potter, Ron Weasley ou Hermione Granger. Au fil de la progression du jeu, le joueur croise des événements liés à l'intrigue du troisième ouvrage de la série. L'action commence rapidement, dans le Poudlard Express, où le joueur doit affronter un Détraqueur, avant l'intervention du professeur Lupin. Le joueur apprend également à voler sur un hippogriffe et à s'exercer à de nouveaux sortilèges.

### Personnages
La narration est assurée par Daniel Gall.
Harry Potter
Ron Weasley
Ron est le sixième frère de la famille Weasley. Harry et lui se lient d'amitié à bord du Poudlard Express. Ron devient rapidement le meilleur ami de Harry, auquel il propose toujours son aide.
Hermione Granger
Hermione est la meilleure élève de la classe de Harry à Poudlard et est toujours la première à lever la main pour répondre à une question d'un professeur. Elle est très instruite et studieuse. Elle est également courageuse et prête à relever les défis. Son intelligence permet souvent à Harry de se tirer d'ennuis.
Professeur Lupin
Professeur de défense contre les forces du mal responsable du défi de Ron et de l'apprentissage du Spero Patronum de Harry.
Professeur McGonagall
Professeur de métamorphose responsable du défi d'Hermione.
Sirius Black
Dangereux criminel s'étant échappé de la prison d'Azkaban pour retrouver Harry Potter.
Professeur Rogue
Rogue est le maître des potions et directeur de la maison Serpentard. Il n'apprécie pas Harry et trouve toujours un prétexte pour lui retirer des points.
Drago Malefoy
Principal ennemi de l'intrigue du jeu, Drago est toujours accompagné de ses deux camarades de Serpentard, Crabbe et Goyle. Il provoque régulièrement Harry et contrarie ses projets.
Rubeus Hagrid
Hagrid est le gardien des clés de Poudlard. C'est un géant, ayant un faible pour les créatures magiques. Hagrid possède de précieuses connaissances sur l'école et son histoire.

## Système de jeu

### Progression
Le jeu se déroule à la manière d'un jeu d'aventure agrémenté de nombreuses phases de plate-forme. La progression est entrecoupée de plusieurs cinématiques. L'apprentissage d'un nouveau sort ne passe plus par la reproduction d'un symbole tracé sur l'écran, comme ce fut le cas pour les deux épisodes précédents. Lors des cours, les professeurs donnent alternativement à Harry, Ron ou Hermione des défis (sous forme de parcours d'obstacles) pour mettre en pratique les nouveaux sortilèges en question. Tout au long du jeu, le joueur active des mécanismes ouvrant des passages secrets, des portes scellées, ou fait léviter des objets pour poursuivre l'aventure.
1. Défi du professeur Lupin : le Carpe Retractum permettant de se faire attirer vers un endroit ou attirer un objet vers soi (le joueur incarne Ron)
2. Défi du professeur McGonagall : le Lapifors et le Draconifors permettant de prendre le contrôle d'une statue de lapin ou de dragon (le joueur incarne Hermione)
3. Défi du professeur Flitwick : le Glacius permettant de glacer des objets ou des créatures (le joueur incarne Harry)

- Cours supplémentaire : le Spero Patronum par le professeur Lupin, permettant de produire un Patronus (le joueur incarne Harry)

À l'image du roman, les actions méritantes sont récompensées par des points qui viendront augmenter le score final de la maison Gryffondor. Les sauvegardes s'effectuent sur des points de sauvegardes répartis à intervalle régulier sur le parcours. Ils se matérialisent sous forme de livre ouvert flottant au-dessus du sol.

### Phases de plates-formes
Sur chaque parcours d'apprentissage d'un sortilège sont répartis 10 boucliers. Lorsque le joueur récupère tous les boucliers d'un niveau, il peut accéder à la salle des dragées bonus après le cours, pour acquérir un maximum de dragées surprises de Bertie Crochue, patacitrouilles et fondants du chaudron, pouvant servir de monnaie d'échange dans la boutique de Fred et George Weasley, installée à côté de la salle commune de Gryffondor. Le joueur peut y acheter des chocogrenouilles pour se régénérer, des mots de passe pour accéder à des lieux secrets ou des cartes de sorciers célèbres pour compléter sa collection.
Le joueur est également amené à contrôler des animaux divers au cours de l'aventure et notamment Buck l'hippogriffe.

### Phases de combats
Contrairement aux précédents volets, Harry, Ron et Hermione progressent côte à côte dans l'aventure (excepté durant les défis des professeurs où l'un d'entre eux seulement est désigné). Les trois personnages peuvent donc quelquefois combiner leurs sorts sur certains objets ou créatures et amplifier leurs effets.

### Graphismes et jouabilité
Le décor du jeu respecte l'univers décrit dans le troisième film et diffère tout à fait du décor des deux précédents volets. Les visages des personnages sont expressifs et de plus en plus ressemblant aux acteurs des films Harry Potter.
La vue est à la troisième personne. La caméra suit les mouvements du ou des personnage(s) par l'arrière. Sur la version PC, le joueur dirige le personnage avec les flèches du clavier et utilise le bouton gauche de la souris pour activer la magie de sa baguette.